# 曾根靜夫
曾根靜夫（1845年9月4日—1903年5月30日），日本安房（今千葉縣）人，1897年7月20日從水野遵手上接任台灣總督府民政長官一職。他在任任期並不長，僅到翌年3月2日。任期任務多為負責綏撫台灣。